# Aslan-Beg Abachidze
Pour les articles homonymes, voir Abachidze.
Ne doit pas être confondu avec Aslan Abachidze.
 (juin 2013).
Si vous disposez d'ouvrages ou d'articles de référence ou si vous connaissez des sites web de qualité traitant du thème abordé ici, merci de compléter l'article en donnant les références utiles à sa vérifiabilité et en les liant à la section « Notes et références ».
Aslan-beg Abachidze, ou seulement Aslan Abachidze (1877-1924), est un général géorgien originaire d'une grande famille noble et musulmane. Son activité mena également à plusieurs révoltes dans les années 1920 dans le Caucase contre les autorités soviétiques.
Le prince Aslan Ibrahimovich Abachidze est né en 1877 en Géorgie occidentale dans une noble famille géorgienne, islamisée au XVIIIe siècle lors des invasions ottomanes en Iméréthie. Ainsi, tout comme son frère Mehmed, il était musulman. Dans les années 1905-1907, il rejoint les pauvres travailleurs dans leurs révoltes contre l'Empire russe mais la victoire de l'empereur Nicolas II sur les socialistes le fit s'exiler dans l'Empire ottoman, où il resta jusqu'en 1917. Durant cet exil, il étudia l'art militaire à Istanboul et se lia d'amitié avec un jeune révolutionnaire turc, Mustafa Kemal Atatürk.
Quand la Révolution de février 1917 arriva, Aslan-beg retourna dans sa mère-patrie géorgienne et s'installa en Adjarie, où vivait la majorité des musulmans géorgiens. Là, il entra au service de la nouvellement formée République démocratique de Géorgie, dirigée par des mencheviks. Devenu général, il participa à la création d'une armée géorgienne organisée et repoussa à maintes reprises les attaques de la Première République d'Arménie, des Azéris et des Russes de Ciscaucasie. Toutefois, il dut retourner en Turquie en 1921 quand l'Armée rouge envahit la Géorgie et instaura un régime bolchevik en Transcaucasie.
À partir de ce moment, il vécut à Istanboul, où il vivait au sein de la communauté géorgienne qu'il aidait financièrement. Par ailleurs, il aida à l'organisation de la Révolte géorgienne de 1924 contre le régime soviétique. Pour cette raison, il mourut (probablement empoisonné par un espion de Staline) en 1924 à Istanboul.